# دره بميان (خورخوره سقز)
قرية دره بميان (بالكردية: دەرەپەمەیان) هي إحدى القرى التابعة لـكولتبه في ريف قسم زيويه من مقاطعة سقز، في محافظة كردستان الإيرانية.

## السكان
حسب إحصاءات سنة 2006، بلغ إجمالي السكان في دره بميان 289 نسمة وعدد المساكن 59 مسكن. لغة سكان دره بميان هي اللغة الكردية و هم من أهل السنة والجماعة والمذهب الشافعي.